# 卜居
《卜居》是一部短篇作品，收录于《楚辞》（一称《南歌》）。虽然传统上认为是屈原所作，但他是作者的可能性很小。(Hawks 2011 [1985]: 203)《卜居》更是对屈原一生中一个事件的传记或伪传记，主要是散文，但有一段被认为是屈原的名言的简短的附带诗句。该轶事讲述了屈原如何拜访一位大占卜师以解决他的一些道德困惑，方法是通过塑形术或铸造蓍草茎。然而，最后占卜师以在这种情况下占卜无济于事为由为自己辩解。